# 学校法人香川栄養学園
学校法人香川栄養学園（がっこうほうじんかがわえいようがくえん）は、学校法人。学園の創設者は香川昇三と香川綾。

## 設置している学校
- 女子栄養大学
- 女子栄養大学大学院
- 女子栄養大学短期大学部
- 香川調理製菓専門学校

## 実施している検定試験
- 家庭料理技能検定（文部科学省後援）

## 沿革
- 1933年（昭和08年） - 家庭食養研究会発足
- 1940年（昭和15年） - 女子栄養学園に改称
- 1948年（昭和23年） - 財団法人に改組
- 1950年（昭和25年） - 女子栄養短期大学（現:女子栄養大学短期大学部）設置
- 1951年（昭和26年） - 学校法人に改組